# Franco Giuffré
Franco Giuffré (Córdoba, 20 de junio de 1988) es un futbolista argentino que juega como defensor central o como lateral por la izquierda en Estudiantes de Río Cuarto en el Torneo Argentino B.

## Clubes
| Club              | País      | Año       |
| ----------------- | --------- | --------- |
| Belgrano          | Argentina | 2008-2010 |
| Racing de Córdoba | Argentina | 2010      |
| Gimnasia (ER)     | Argentina | 2011      |
| Estudiantes (RC)  | Argentina | 2012      |

- Datos: Q5868367